# Nikołaj Iszczenko
Nikołaj Aleksandrowicz Iszczenko (ros. Николай Александрович Ищенко, ur. 1 lutego?/14 lutego 1910 we wsi Bolszesidorowskoje w Adygei, zm. 12 września 1945 w obwodzie moskiewskim) – radziecki lotnik wojskowy, major, Bohater Związku Radzieckiego (1943).

## Życiorys
Skończył szkołę techniczną, pracował jako traktorzysta i szofer w sowchozie oraz do sierpnia 1931 brygadzista ds. remontu w bazie samochodowo-traktorowej. W 1934 ukończył szkołę lotniczą w Batajsku, pracował jako pilot w oddziale lotniczym w Swierdłowsku, od lutego 1941 służył w Armii Czerwonej. Został zastępcą dowódcy eskadry 212 pułku bombowców Lotnictwa Dalekiego Zasięgu, od 22 czerwca 1941 uczestniczył w wojnie z Niemcami, m.in. w walkach obronnych na Białorusi. 30 czerwca 1941 został zestrzelony przez myśliwce wroga, wyskoczył na spadochronie z płonącego samolotu, po czym przez 4 miesiące leczył w szpitalu odniesione wówczas obrażenia. Po wyleczeniu został skierowany do lotnictwa cywilnego, jednak w 1942 wrócił do służby w lotnictwie wojskowym i w kwietniu 1942 został zastępcą dowódcy, następnie dowódcą eskadry 746 pułku bombowców Lotnictwa Dalekiego Zasięgu. Wykonywał loty zwiadowcze i naloty na obiekty na głębokich tyłach wroga. Trzykrotnie bombardował Warszawę i Królewiec, dwukrotnie Helsinki i Tilsit, poza tym bombardował węzły kolejowe i lotniska w Brześciu, Insterburgu, Konstancy, Orszy, Homlu, Lgowie, Wiaźmie, Bachmaczu, Pskowie, Kursku, Borysowie, Osipowiczach, Rosławlu, Rydze, Tallinnie i innych miastach. Łącznie wykonał 142 loty bojowe, w tym 7 dziennych i 135 nocnych. W 1943 otrzymał stopień majora. Po wojnie nadal służył w lotnictwie. Zginął w wypadku lotniczym. Został pochowany w Ramienskoje.

## Odznaczenia
- Złota Gwiazda Bohatera Związku Radzieckiego (27 lipca 1943)
- Order Lenina (1943)
- Order Czerwonego Sztandaru
- Order Aleksandra Newskiego (1944)
- Order Wojny Ojczyźnianej I klasy (1942)
- Order „Znak Honoru” (1936)

I medale.